# Río Pureté
Der Río Pureté (span.) oder Rio Pureté (portug.) ist ein etwa 322 km langer rechter Nebenfluss des Río Putumayo im kolumbianischen Departamento de Amazonas und im brasilianischen Bundesstaat Amazonas.

## Flusslauf
Der Río Pureté entspringt im Municipio Leticia im Parque Nacional Natural Amacayacu 30 km nordnordöstlich von Puerto Nariño im sogenannten Trapecio amazónico. Er durchquert den Süden des Schutzgebietes in überwiegend östlicher Richtung. Zwischen den Flusskilometern 280 und 245 verläuft er entlang der südöstlichen Schutzgebietsgrenze in ostnordöstlicher Richtung. Bei Flusskilometer 227 überquert der Río Pureté die Grenze nach Brasilien. Bei Flusskilometer 75 wendet sich der Fluss nach Norden, bei Flusskilometer 26 nach Osten. Schließlich mündet der Río Pureté auf einer Höhe von etwa 56 m in den Río Putumayo (in Brasilien auch als Rio Içá bezeichnet), 212 km oberhalb dessen Mündung in den Amazonas. Der Río Pureté weist auf seiner gesamten Länge ein stark mäandrierendes Verhalten mit unzähligen Flussschlingen und Altarmen auf.

## Einzugsgebiet
Der Río Pureté entwässert eine Fläche von ungefähr 4450 km². Das Einzugsgebiet des Río Pureté liegt ungefähr jeweils zur Hälfte auf kolumbianischem und brasilianischem Gebiet. Der kolumbianische Teil liegt etwa zur Hälfte im Parque Nacional Natural Amacayacu. Das Einzugsgebiet des Río Pureté grenzt im Nordwesten an das Einzugsgebiet des Río Cotuhe, im Südwesten an das des Amazonas sowie im Südosten und im Osten an das des Paraná de Jacurapá. Das weitgehend unbewohnte Gebiet besteht hauptsächlich aus tropischem Regenwald.

## Fischfauna
Im Parque Nacional Natural Amacayacu in einem kleinen Zufluss des Río Pureté wurden im Jahr 2006 mehrere Funde gemacht, die Holotypen der 2019 neu beschriebenen Art Tatia caudosignata aus der Familie der Falschen Dornwelse (Auchenipteridae) darstellen. Die Typlokalität der Art befindet sich 50 km südöstlich an einem Zufluss des Río Calderón.